# Kjugekull
Kjugekull är ett naturreservat i Kristianstads kommun i Skåne län, beläget mellan Ivösjön och Oppmannasjön. Här finns även ett utemuseum. Ett naturreservat bildades på området 2019 men blev överklagat. Beslutet godkändes till slut 2024. Villands härads hembygdsgård ligger på Kjugekull. Den eldhärjades i juli 2020 men är nu återuppbyggd.

## Fornlämningar
Kjuge kull har fått sitt namn också av en större hög på toppen av bergshöjden.
Länsstyrelsen skriver: På höjdplatån finns fornlämningar som vittnar om att trakten var attraktiv redan under förhistorisk lid. Den största av högarna benämns liksom själva höjdplatån Kjugekull. Och i fornminnesregistret är högen registrerad som Kiaby 2:1 med följande beskrivning:  Hög, ca 35 m diameter och 3.5 - 4.5 m hög. Högen är avplanad upptill och har här en diameter av ca 17 m. Den avplanade ytan är något ojämn på grund av grävning. I övrigt är högen något ytskadad på grund av stigen och erosionen. I Norr leder en trätrappa upp till högens krön. Ca 50 m NV om nr 1 går en vall - liknande anläggning i riktning ÖNÖ - VSV tvärs över krönet och förbinder två relativt branta bergssluttningar. Sannolikt del av hägnadför kreatur. Vallen har en brantare slänt åt NV. 
Högen har en livlig tradition omkring sig: Ett skogsrå vid namn Kjuge käringen eller Kullagumman sades förr ha bott i Kjugekull. Om henne berättas flera traditioner. Fornlämning 88:1 i Kiaby är en stor sten med skålgropar på toppen. Stenen kallas Isaka sten. Kjuge käring brukade sitta på stenen och samtala med byborna som spann och vävde lin och hampa åt käringen.
Högen är stor och har avplanad topp och påminner till exempel om Jellingehögarna men är betydligt mindre. Graven har tolkats olika som bronsåldershög, järnåldershög, hög för en Motteborg, hög anlagd för vårdkasar osv.

## Natur
Området täcks av lövskog och hagmark. Växtligheten är mångskiftande. Naturtyperna växlar och många småfågelarter trivs i området, bland annat nötväcka, gulsparv och törnskata. På våren är markerna fulla av gullviva, mandelblom och backsippa,på andra håll tar ljungen över. I strandskogens mot Ivösjön, vars kalkrika och fuktiga mark ger näring åt al, ask och hassel. Under vår och försommar är marken täckt av blommor.
Ur länsstyrelsen beslut om Kjuge Kullsnaturreservat: Norr om höjdryggen ligger en större betesmark som till största delen är ogödslad. Denna har tidigare fungerat som utmark åt Kjuge by. Delar av betesmarken har en hög grad av buskighet. I betesmarken finns ett stort inslag av kulturhistoriska lämningar i form av stenmurar, fägator och ett par domarringar. Betesmarken avdelas av en gran- och lärkplantering som ej ingår i naturreservatet. I den östra delen växer en bokskog där delar börjar få ett naturskogsliknande utseende medan andra delar utgörs av produktionsskog. Delar av den östra bokskogen betas. Den friliggande delen längst till väster består av ett rikkärr med omgivande alskog. Området runt höjdryggen är känt för den stora förekomsten av väldiga stenblock och jättegrytor. Länge ansågs dessa vara flyttblock och jättegrytor från istiden men i själva verket är de mer än 75 miljoner år gamla. Höjdryggens södra del är skogbevuxen med främst ek och bok men här och var växer även gamla tallar. Den norra delen av höjdryggen betas av får och här växer bland annat körsbär, en, gulsippa och backsippa. Den enda lokalen i Sverige för rosenmott (Eurhodope rosella) finns inom naturreservatet. Området är i behov av ökat bete och i viss mån restaurering genom att framförallt glesa ut en.

## Bouldering
I området finns också ett stort antal klippblock vilka sedan 1990-talet gjort Kjugekull till en känd plats för utövare av klättringssporten bouldering. År 2008 fanns det cirka    1 268 klätterproblem på Kjugekull.Kjugekull klassas nu 2021 som Sveriges bästa boulderområde med nära 800 problem. Naturreservat har gett inskränkningar i att klättra på block med knotterytor eller med grytor med kalk som är geologiska minnen som ska fredas från slitage.

## Galleri

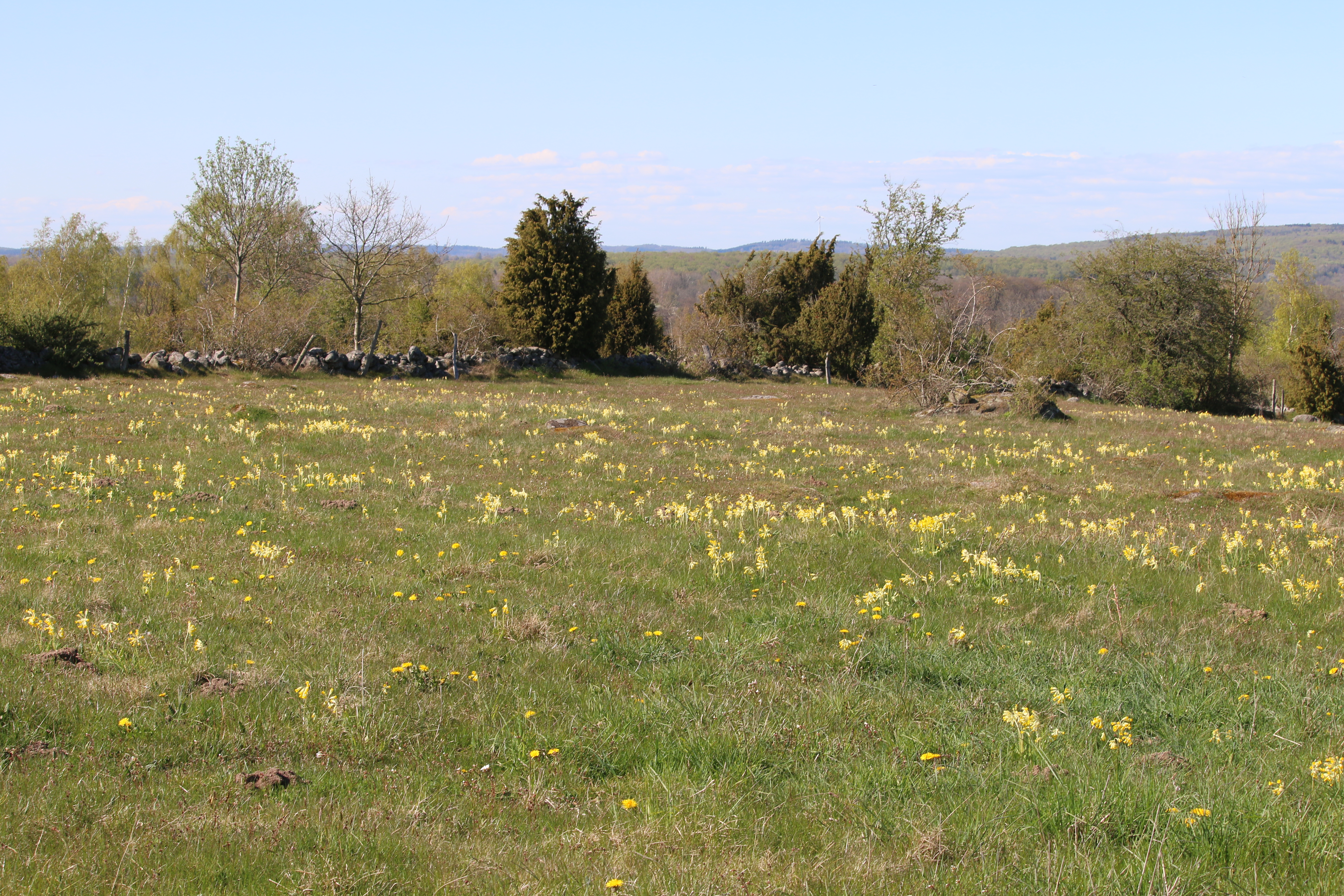
Äng med gullvivor i naturreservatet.